# Mathilde Puchberger
Mathilde Puchberger (* 1911; † 1965) war eine österreichische Hürdenläuferin.
Bei den Olympischen Spielen 1936 in Berlin schied sie über 80 Meter Hürden im Vorlauf aus.
Sechsmal wurde sie Österreichische Meisterin über 80 Meter Hürden (1930, 1934, 1936). Ihre persönliche Bestzeit in dieser Disziplin von 12,1 s stellte sie am 13. Juli 1936 in Wien auf.